# 反射望远镜
反射望遠鏡(Reflecting telescope)
是使用曲面和平面的面鏡組合來反射光線，並形成影像的光學望遠鏡，而不是使用透鏡折射或彎曲光線形成圖像的曲光鏡。  
反射望远镜所用物镜为凹面镜，有球面和非球面之分；比较常见的反射望远镜的光学系统有牛顿望远镜与卡塞格林望远镜。
反射望远镜的性能很大程度上取决于所使用的物镜。通常使用的球面物镜具有容易加工的特点，但是如果所设计的望远镜焦比比较小，则会出现比较严重的光学球面像差；这时，由于平行光线不能精确的聚焦于一点，所以物像将会变得模糊。因而大口径，强光力的反射望远镜的物镜通常采用非球面设计，最常见的非球面物镜是抛物面物镜。由于抛物面的几何特性，平行於物镜光轴的光线将被精确的汇聚在焦点上，因而能大大改善像质。但即使是抛物面物镜的望远镜仍然会存在轴外像差。

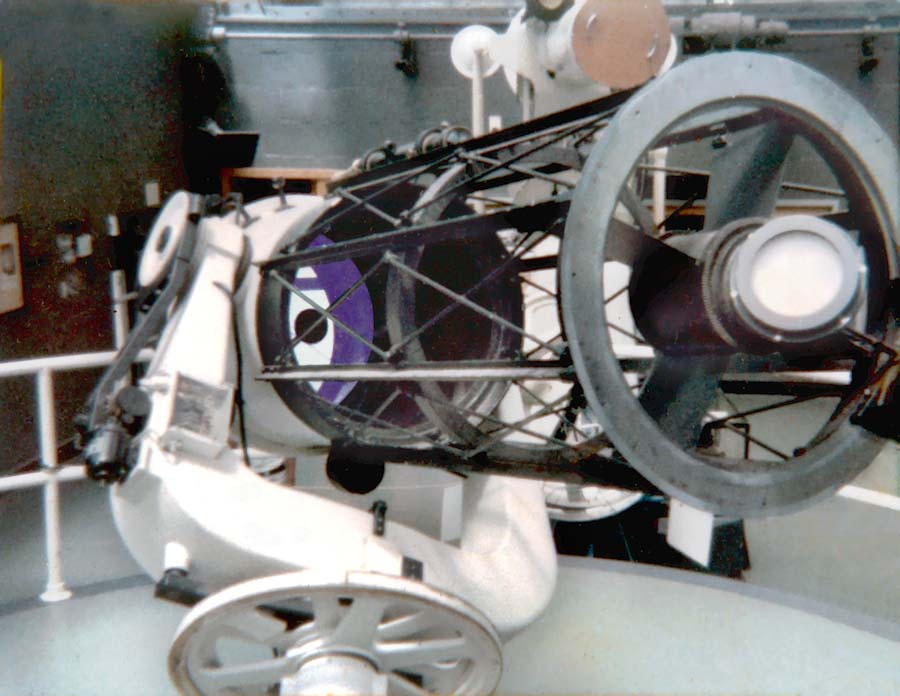
在佛蘭克林學院使用的24英吋可轉換牛頓/卡塞格林望遠鏡。

## 歷史
在1616年，義大利的僧侶Niccolo Zucchi是第一位創造出反射鏡的人，但是他未能準確的塑造出面鏡的形狀和用於攔阻影像的鏡子，也就是缺乏觀看影像的方法，導致他對此想法不抱希望。在1663年，詹姆斯·葛利格里出版了光學的進程（Optica Promota），其中首度提出使用兩個凹面鏡製造反射鏡的實用設計，但在十年之後才由羅伯特·虎克製造出一個樣品。而大約在1670年，艾萨克·牛顿就已經依照自己的構想製造出第一架實用的反射望遠鏡。他設計的望遠鏡使用一個凹面的物鏡和一個小的斜鏡，解決了色差的問題。在完美無缺的消色差透鏡發明以前，色差是所有的折射望遠鏡都要面對的嚴重問題。

## 技術的考量
一個弯曲的主鏡是反射望遠鏡基本的光學元件，並且在焦平面上造成影像。從面鏡到焦平面的距離稱為焦長（焦距），底片或數位感應器可以在此處記錄影像，或是安置目鏡以便眼睛能觀看。反射鏡雖然能夠消除色差，但是仍然有其他的像差：
- 當使用非拋物面鏡時會有球面像差（成像不在平面上）。
- 彗形像差
- 畸變（視野）

在反射器的設計和修正上會使用折反射器來消除其中的一些像差。
幾乎所有用於研究的大型天文望遠鏡都是反射鏡，有下列的原因： 
- 在採用透鏡之下，必須整塊鏡片材料皆為沒有缺點和均勻而沒有多相性，而反射鏡只需要將一個表面完美的磨光，磨制相對簡易。
- 不同顏色的光在穿透介質時會有不同的播速度。對未做修正的透鏡，這會造成折射鏡特有的色差。製作大的消色差透鏡所費不貲，面鏡則完全沒有這個問題。
- 反射鏡可以在更廣闊的範圍內研究光譜，但有些波長在穿過折射鏡或折反射鏡的透鏡時會被吸收掉。
- 大口徑透鏡在製造和操作上都有技術上的困難。其一是所有的材料都會因為重力而下垂，觀測舉得最高而且也是相對較重的透鏡只能在鏡片周圍加以支撐，另一方面，面鏡除了反射面以外，可以在反射面的背面和其他的側邊進行支撐。

當業餘天文學還在使用牛頓焦點的設計時，專業天文學已經傾向於使用主焦點、卡塞焦點和庫德焦點的設計。在2001年，至少已經有49架口徑2公尺或更大的反射望遠鏡採用主焦點的設計。

## 反射望遠鏡的設計

### 牛頓式

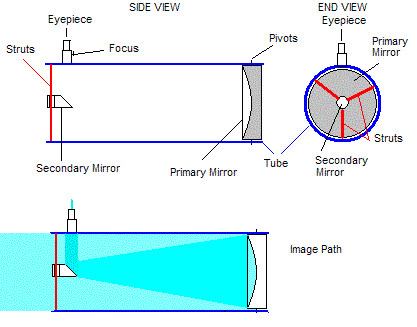
牛頓望遠鏡

牛頓望遠鏡通常使用球面鏡作為主鏡，但是小口徑（12公分以下）而且是長焦比（f/8或更大）的，使用球面鏡作主鏡也可以獲致足夠高的目視解析力。第二面平面鏡在鏡筒的前端，將光線反射至側邊鏡的焦平面。對任何尺寸的望遠鏡，這都是最簡單和最便宜的設計，因此被自製望遠鏡的人士廣泛在家中自製。

### 卡塞格林式

卡塞格林式的光路圖

### 格里望遠鏡

格里望遠鏡的光路圖

#### 赫歇爾式

赫歇爾望遠鏡

#### Yolo

Schiefspiegler和Yolo光學系統的光路圖。

### 內史密斯和庫德焦點

內史密斯/庫德的光路圖。